# Korpnästjärnen (Järna socken, Dalarna, 670656-141227)
Korpnästjärnen är en sjö i Vansbro kommun i Dalarna och ingår i Dalälvens huvudavrinningsområde.